# Miniopterus gleni
Miniopterus gleni é uma espécie de morcego da família Miniopteridae. Endêmica de Madagáscar.